# Lộc Ninh, Hồng Dân
Lộc Ninh là một xã thuộc huyện Hồng Dân, tỉnh Bạc Liêu, Việt Nam.

## Địa lý
Xã Lộc Ninh nằm ở trung tâm huyện Hồng Dân, có vị trí địa lý:
- Phía đông giáp xã Ninh Hòa
- Phía tây giáp xã Vĩnh Lộc
- Phía nam giáp xã Ninh Thạnh Lợi và huyện Phước Long
- Phía bắc giáp thị trấn Ngan Dừa và xã Vĩnh Lộc.

Xã Lộc Ninh có diện tích 50,29 km², dân số năm 2022 là 15.827 người, mật độ dân số đạt 314 người/km².

## Hành chính
Xã Lộc Ninh được chia thành 9 ấp: Bà Ai I, Bà Ai II, Bình Dân, Cai Giảng, Đầu Sấu Đông, Đầu Sấu Tây, Kinh Xáng, Phước Hòa, Tà Suôl.

## Lịch sử
Năm 1958, xã Lộc Ninh thuộc tổng Thanh Yên, quận Phước Long.
Năm 1963, xã Lộc Ninh thuộc tổng Thiện Hạnh, quận Kiên Thiện.
Sau năm 1975, xã Lộc Ninh thuộc huyện Hồng Dân.
Ngày 20 tháng 12 năm 1975, Bộ Chính trị Đảng Cộng sản Việt Nam ban hành Nghị quyết số 19/NQ về việc điều chỉnh lại việc hợp nhất tỉnh ở miền Nam Việt Nam cho sát với tình hình thực tế, theo đó tỉnh Cà Mau và tỉnh Bạc Liêu được tiến hành hợp nhất vào ngày 1 tháng 1 năm 1976 với tên gọi ban đầu là tỉnh Cà Mau – Bạc Liêu. Khi đó, xã 
Lộc Ninh thuộc huyện Hồng Dân, tỉnh Cà Mau – Bạc Liêu.
Ngày 10 tháng 3 năm 1976, Ban đại diện Trung ương Đảng và Chính phủ về việc đổi tên tỉnh Cà Mau – Bạc Liêu thành tỉnh Minh Hải. Khi đó, xã Lộc Ninh thuộc huyện Hồng Dân, tỉnh Minh Hải.
Ngày 25 tháng 7 năm 1979, Hội đồng Bộ trưởng ban hành Quyết định số 275-CP về việc chia xã Lộc Ninh thành xã Lộc Ninh A và xã Lộc Ninh B.
Ngày 14 tháng 2 năm 1987, Hội đồng Bộ trưởng ban hành Quyết định số 33B-HĐBT về việc thành lập xã Lộc Ninh trên cơ sở xã Lộc Ninh A và xã Lộc Ninh B.
Xã Lộc Ninh có 5.531 ha đất và 9.612 nhân khẩu.
Ngày 6 tháng 11 năm 1996, Quốc hội ban hành Nghị quyết về việc chia tỉnh Minh Hải thành tỉnh Bạc Liêu và tỉnh Cà Mau. Khi đó, xã Lộc Ninh thuộc huyện Hồng Dân, tỉnh Bạc Liêu.
Ngày 25 tháng 9 năm 2000, Chính phủ ban hành Nghị định số 51/2000/NĐ-CP về việc thành lập huyện Phước Long trên cơ sở một phần diện tích tự nhiên và dân số của huyện Hồng Dân. Xã Lộc Ninh trực thuộc huyện Hồng Dân.

## Kinh tế - xã hội
Nền kinh tế của xã tăng trưởng khá, tổng sản lượng lúa và nuôi trồng thủy sản trong năm 2018 đạt trên 23 ngàn tấn; tỷ lệ hộ nghèo giảm 317 hộ so với cùng kỳ. Tỷ lệ hộ dùng điện thường xuyên và an toàn đạt 93%.